# Chad Wright
Chad Wright (* 25. März 1991 in Kingston) ist ein jamaikanischer Leichtathlet, der sich auf den Diskuswurf spezialisiert hat.

## Sportliche Laufbahn
Chad Wright besuchte die Calabar High School in seiner Heimatstadt Kingston. Ab 2010 trat er in Wettkämpfen mit Diskus und im Kugelstoßen an. Anfang Juni siegte er in beiden Disziplinen bei den jamaikanischen U18-Meisterschaften und qualifizierte sich zudem für die U20-Weltmeisterschaften im kanadischen Moncton. Davor trat Anfang Juli in der Dominikanischen Republik bei den U20-Meisterschaften Zentralamerikas und der Karibik an, bei denen er im Kugelstoßen Gold und mit dem Diskus Silber gewinnen konnte. Ende des Monats ging er dann in Kanada bei den U20-Weltmeisterschaften an den Start. Während er im Kugelstoßen die Qualifikation für das Finale verpasste, belegte er mit einer Weite von 60,33 m den fünften Platz im Finale des Diskuswerfens. Ende Juli wurde er Jamaikanischer Vizemeister im Diskuswurf. 2011 nahm er ein Mathematikstudium an der University of Nebraska-Lincoln in den USA auf, an der er bis 2014 studierte.
2012, nun mit dem Erwachsenenwurfgewicht von 2 Kilogramm startend, steigerte sich Wright auf eine persönliche Bestweite von 62,79 m. Im Juli trat er in Mexiko bei den U23-Meisterschaften des nordamerikanischen Kontinents an, bei denen er mit seiner schlechtesten Wurfleistung der Saison den vierten Platz belegte. Ein Jahr darauf siegte er erstmals bei den Jamaikanischen Meisterschaften. Anfang Juli gewann er die Goldmedaille bei den Zentralamerika- und Karibikmeisterschaften in Morelia. 2014 konnte Wright seinen nationalen Meistertitel erfolgreich verteidigen. Im August trat er in Glasgow bei den Commonwealth Games an und belegte dabei den sechsten Platz. Anfang Mai 2015 steigerte Wright seine Bestweite um mehr als einen Meter auf 65,03 m und qualifizierte sich damit für die Weltmeisterschaften in Peking. Im Vorfeld trat er in Südkorea zur Universiade und zog dabei in das Finale ein, in dem er als Vierter die Medaillenränge knapp verpasste. Ende August trat er dann in Peking in der Qualifikation bei den Weltmeisterschaften an, verpasste allerdings mit 61,53 m en Einzug in das Finale bei seiner WM-Premiere.
In den folgenden Jahren kam Wright zunächst nicht an seine Bestleistung heran und verpasste es damit auch sich für internationale Meisterschaften zu qualifizieren. Erst 2019 schaffte er es sich mit der Qualifikation für die Weltmeisterschaften in Doha in der Weltspitze zurückzumelden, wenngleich er auch bei seiner zweiten WM-Teilnahme den Finaleinzug verpasste. Im Februar 2020 stellte Wright mit einem Wurf auf 66,54 m eine neue persönliche Bestleistung auf. Ein Jahr später nahm er in Tokio zum ersten Mal an den Olympischen Sommerspielen teil. Als Vierter seiner Qualifikationsgruppe zog er in das Finale ein, das er auf dem neunten Platz beendete. 2022 nahm er in den USA an seinen dritten Weltmeisterschaften teil. In der Qualifikation kam er allerdings nur auf 60,31, womit er als insgesamt 25. vorzeitig ausschied.

## Wichtige Wettbewerbe
| Jahr                | Veranstaltung                                  | Ort                 | Platz               | Disziplin           | Weite               |
| Startet für Jamaika | Startet für Jamaika                            | Startet für Jamaika | Startet für Jamaika | Startet für Jamaika | Startet für Jamaika |
| ------------------- | ---------------------------------------------- | ------------------- | ------------------- | ------------------- | ------------------- |
| 2010                | U20-Zentralamerika- und Karibikmeisterschaften | Santo Domingo       | 1.                  | Kugelstoßen         | 18,32 m             |
| 2010                | U20-Zentralamerika- und Karibikmeisterschaften | Santo Domingo       | 2.                  | Diskuswurf          | 60,52 m             |
| 2010                | U20-Weltmeisterschaften                        | Moncton             | 13.                 | Kugelstoßen         | 18,33 m             |
| 2010                | U20-Weltmeisterschaften                        | Moncton             | 5.                  | Diskuswurf          | 60,33 m             |
| 2012                | U23-Nordamerikameisterschaften                 | Irapuato            | 4.                  | Diskuswurf          | 56,92 m             |
| 2013                | Zentralamerika- und Karibikmeisterschaften     | Morelia             | 1.                  | Diskuswurf          | 60,79 m             |
| 2014                | Commonwealth Games                             | Glasgow             | 6.                  | Diskuswurf          | 60,33 m             |
| 2015                | Universiade                                    | Gwangju             | 4.                  | Diskuswurf          | 60,10 m             |
| 2015                | Weltmeisterschaften                            | Peking              | 17.                 | Diskuswurf          | 61,53 m             |
| 2019                | Weltmeisterschaften                            | Doha                | 25.                 | Diskuswurf          | 60,60 m             |
| 2021                | Olympische Sommerspiele                        | Tokio               | 9.                  | Diskuswurf          | 62,56 m             |
| 2022                | Weltmeisterschaften                            | Eugene              | 25.                 | Diskuswurf          | 60,31 m             |

## Persönliche Bestleistungen
Freiluft
- Kugelstoßen: 19,39 m, 12. Mai 2013, Columbus
- Diskuswurf: 66,54 m, 8. Februar 2020, Kingston

Halle
- Kugelstoßen: 19,02 m, 28. Februar 2014, Geneva